# Bistum Kea
Das Bistum Kea (lat.: Dioecesis Ceaensis) war eine in Griechenland gelegene römisch-katholische Diözese mit Sitz auf der Insel Kea.

## Geschichte
Das Bistum Kea wurde im Jahre 1333 errichtet und umfasste die Inseln Kea, Kithnos und Sifnos. 1659 wurde es dann in zwei Pfarreien aufgeteilt: Kea und Kithnos sowie Sifnos und Seriphos. Im Jahre 1798 wurde das Territorium des Bistums Kea dem Bistum Milos angegliedert.

Das Bistum Kea war dem Erzbistum Athen als Suffraganbistum unterstellt. Titularnachfolger ist das Titularbistum Cea.

## Bischöfe von Kea
- Nicolò I.
- Pietro II. OP (1350–…)
- Princivalle OFM (1370–…)
- Simone da Arezzo OFM (1376–…)
- Giorgio
- Francesco da Venezia OFM (1422–…)
- Francesco Barberi (etwa 1435–etwa 1445)
- Francesco III. OFM (1445–1453, dann Bischof von Naxos)
- Giovanni di Sicilia OFM (1454–…)
- Nicolò II.
- Pietro II.
- Gómez (1498–…)
- Giorgio Barozzi
- Giovanni Zotto (1520–…)
- Dionisio Zannettini OFM (1529–1538, dann Bischof von Milopotamo)
- Costantino Giustianiani OP (1540–1546)
- Giovanni de Gaona CRSA (1546–…)
- Giacomo Rocca